# 清三营乡
清三营乡，是中华人民共和国河北省张家口崇礼区下辖的一个乡镇级行政单位。

## 行政区划
清三营乡下辖以下地区：
清三营村、清二营村、清五营村、南窑村、李家窑村、威远门村、韩家窑村、张家窑村、朝阳村、刷子沟村、界墙村、龙门沟村、庄科村和窑沟村。